# Гринок
Гри́нок (англ. Greenock, гэльск. Grianaig, скотс Greenock) — город на западе Шотландии. Административный центр округа Инверклайд. Крупный порт на южном берегу эстуария реки Клайд. Образует одну непрерывную городскую зону с городом Гурок на западе и городом Порт-Глазго на востоке.

## Этимология
Происхождение слова «Гринок» точно не установлено. Имеются гипотезы, выводящие его от гэльского grian-aig — «солнечный залив», или grian-cnoc — «солнечный холм». По другой версии название возможно происходит от английского green oak — зелёный дуб. Изображение дуба часто встречается на эмблемах различных городских организаций.

## История

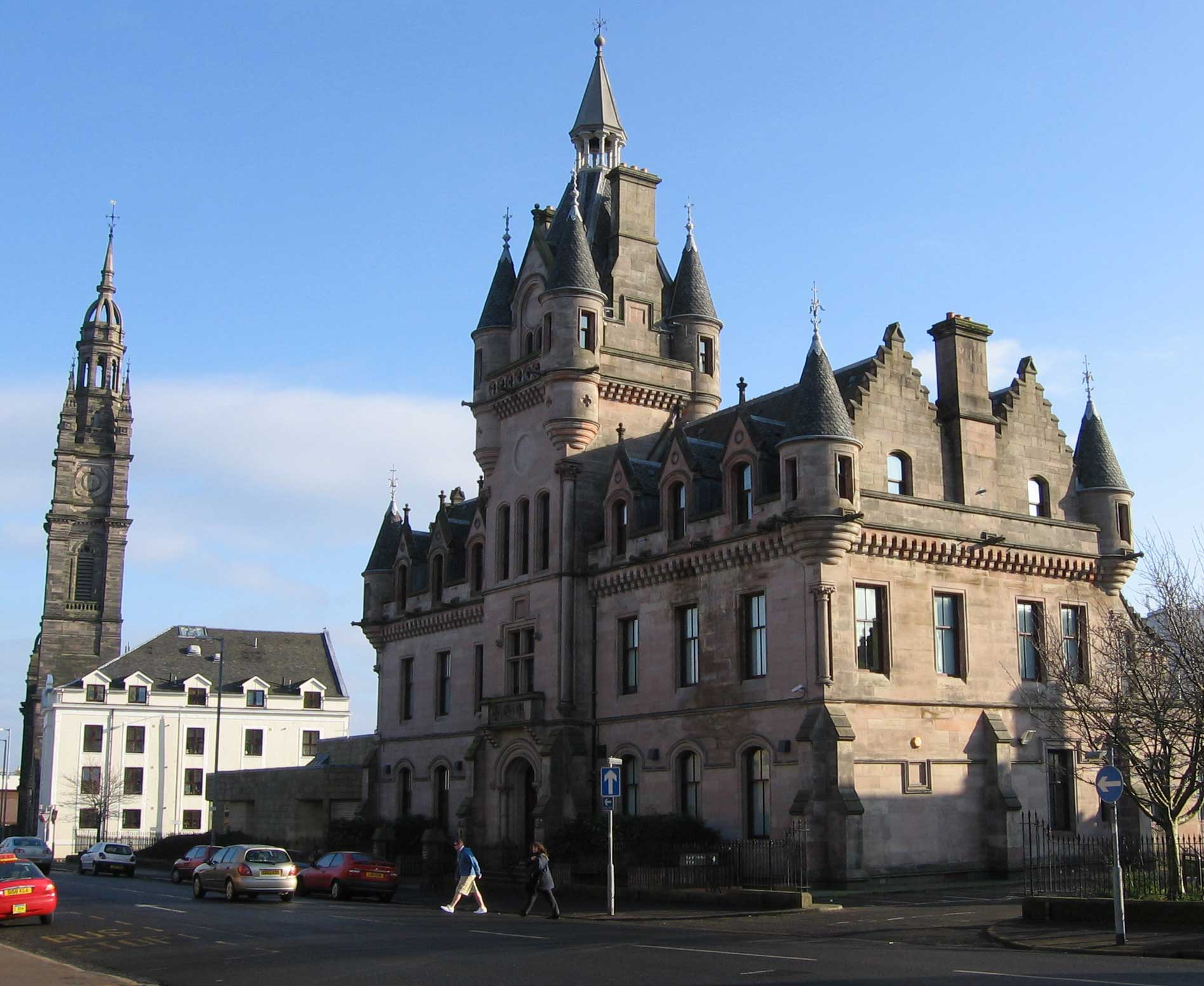
Здание шерифского суда в Гриноке — яркий пример шотландского барониального стиля. Позади слева башня Виктории

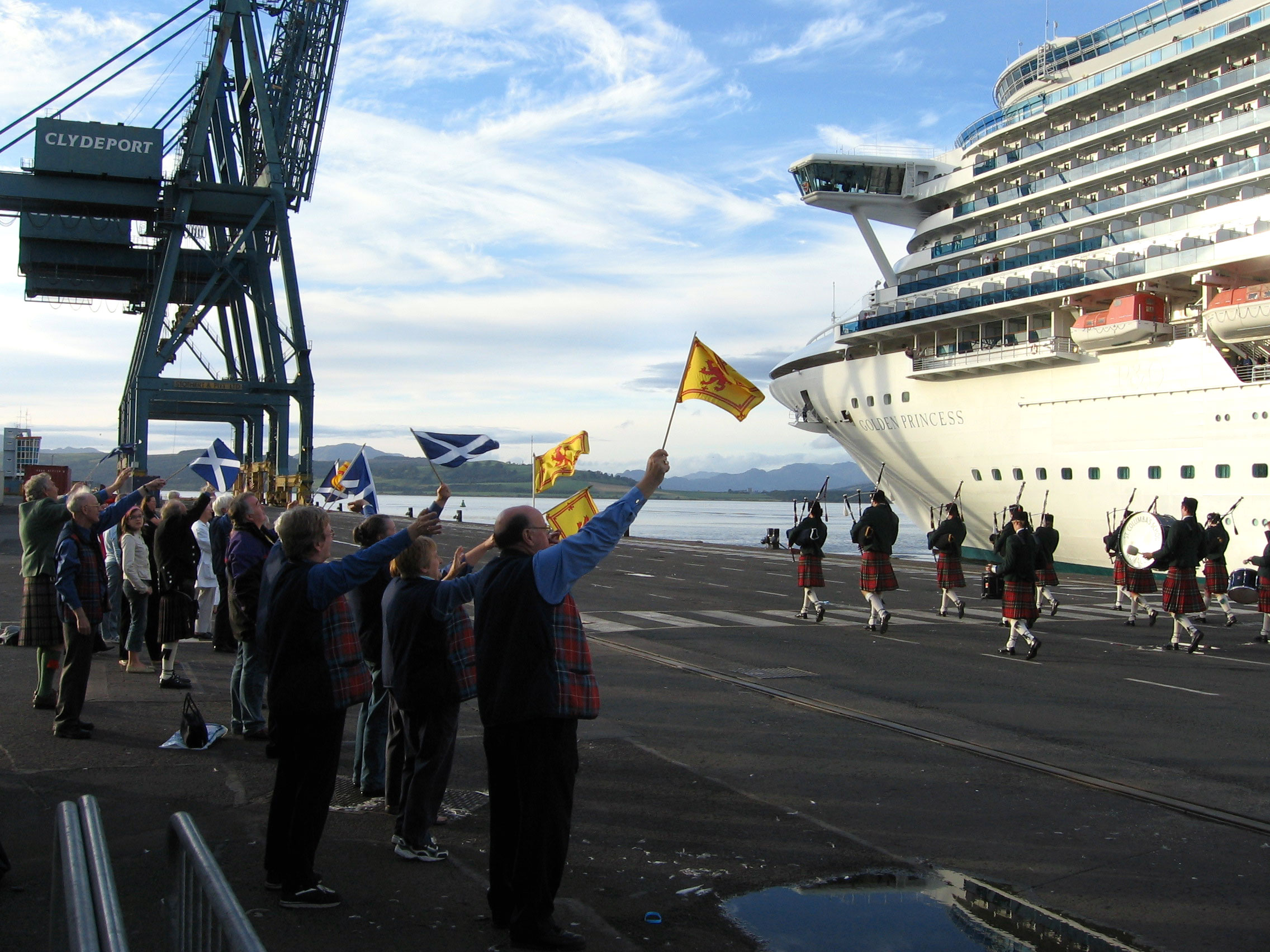
Проводы круизного лайнера Golden Princess на Океанском терминале

Первое упоминание о городе относится к 1592 году, которым датирована запись об отделении Гринока от Инверкипского прихода. В XVIII веке благодаря американской торговле (особенно торговле сахаром с Карибами), город стал крупным и процветающим портом. О богатстве и важности Гринока свидетельствуют выстроенные в середине XIX века здания муниципалитета, наиболее заметным из которых является башня Виктории, имеющая высоту свыше 70 метров.
Во время Второй мировой войны Гринок сильно пострадал от налётов немецкой авиации 6 и 7 мая 1941 года. Город был базой военно-морского флота и одним из основных мест сбора атлантических конвоев. Это было позже известно как Гринок Блиц.
После войны Гринок активно развивался благодаря кораблестроению, однако спад тяжелой промышленности в 1970-1980-х годах, вызвал рост безработицы и уменьшение населения города. Оживление началось только в последнее десятилетие, после прихода инвестиций и перестройки некоторых частей города. 
В городе выходит ежедневная газета «Гринок Телеграф» , имеются регбийная и футбольная команды (Greenock Wanderers и Greenock Morton F.C. , соответственно), а также крикетный клуб . В Гриноке снимались фильмы Sweet Sixteen  и Dear Frankie . 

## Население
Пик населения в Гриноке был зафиксирован в 1921 году, когда в городе проживало 81 123 человека. Некоторое время город был шестым по величине городом Шотландии. В 1966 году население города составляло около 78 000 человек. 
По данным переписи 2011 года, население города составляло 44 130 человек, по предварительным данным на 2016 год население сократилось до 42 680 человек.

## Экономика
В прошлом главными отраслями экономики города были кораблестроение, переработка сахара и шерсти. В настоящее время основной вклад вносят микроэлектроника, call-центры и портовые услуги.
Кораблестроение
В начале XVII века в Гриноке был построен первый причал. К тому времени кораблестроение уже было важным поставщиком рабочих мест. Первая полноценная гавань была построена в 1710 году, в следующем году была организована первая известная кораблестроительная компания «Скотт». В 1806 году компания построила свой первый корабль для военно-морского флота — «Принц Уэльский», и в дальнейшем строила большое количество военных кораблей и подводных лодок.
В 1970—1980-е годы многие кораблестроительные фирмы были вынуждены закрыться, не выдержав конкуренции с южнокорейскими и японскими производителями. В настоящее время в городе остался судоремонтный бизнес. Действующие верфи есть в соседнем городе Порт-Глазго.
Портовое хозяйство

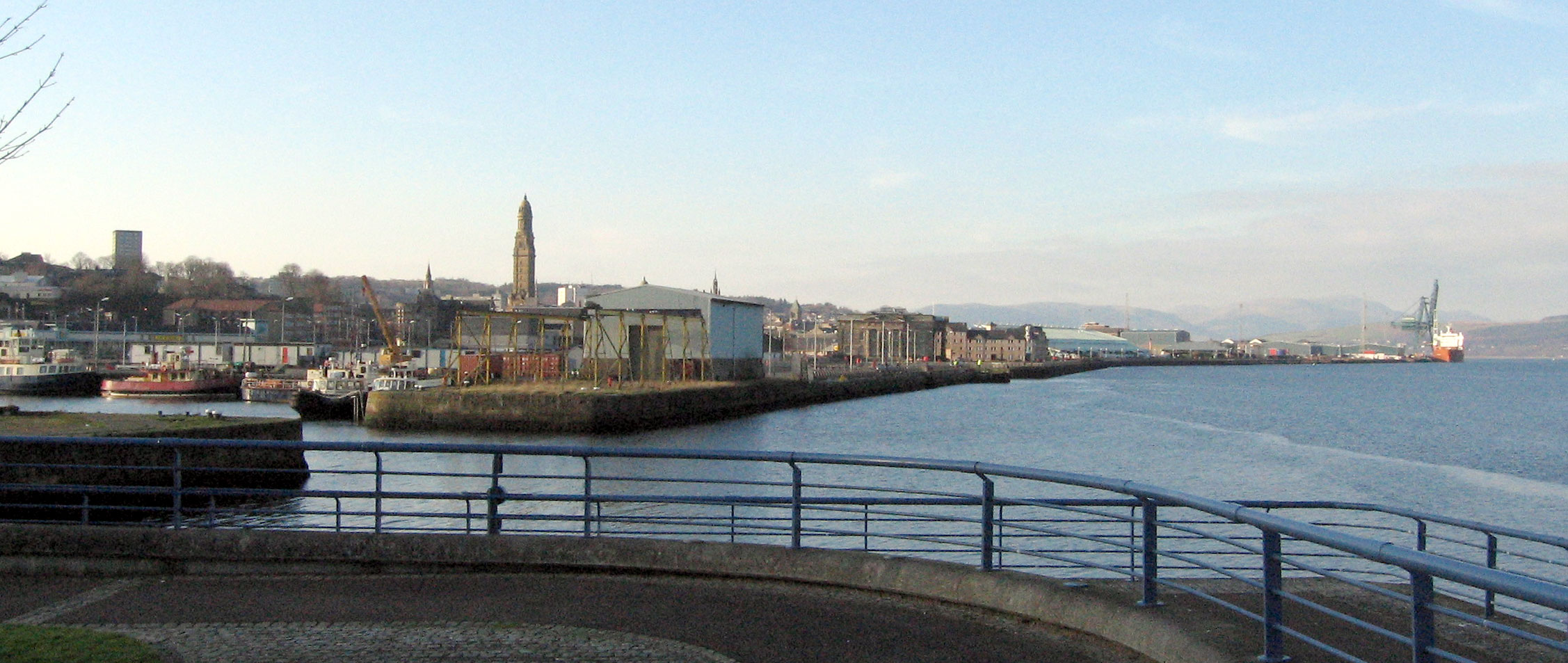
Берег Клайда в Гриноке

Океанский терминал Гринока, соединенный с Юго-восточной железной дорогой, обслуживает контейнерные грузоперевозки. Также у причалов терминала регулярно останавливаются круизные лайнеры.
Гринокская Большая гавань — один из трех главных портов, обслуживающих корабли Королевского военно-морского флота. Поэтому суда флота часто проходят по Клайду, и их можно наблюдать с полуторакилометровой Набережной (the Esplanade).
Переработка сахара
Переработка сахара началась в Гриноке в 1765 году. К концу XIX века кораблями, занятыми перевозкой сахара из Карибского бассейна в Гринок, совершалось около 400 рейсов в год. В городе насчитывалось 14 сахаро-рафинадных заводов. Также сюда прибывал табак.
В 1997 году закрылся последний сахаро-рафинадный завод. Новый сахарный склад на Океанском терминале продолжает работать. Старый сахарный склад в доках Джеймса Уатта представляет собой интересный памятник индустриальной архитектуры.
Электроника

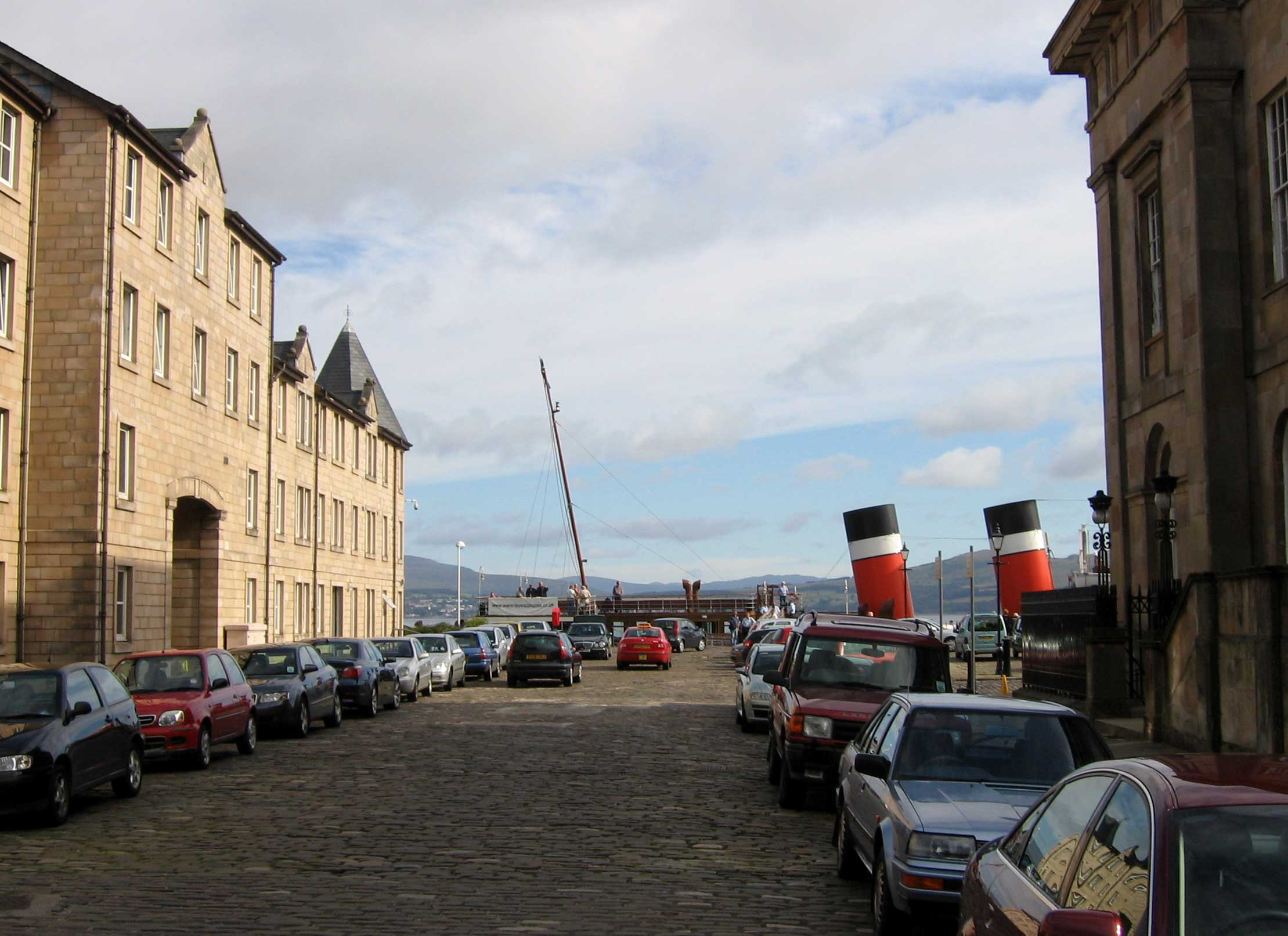
Общежитие Прибрежного кампуса колледжа Джеймса Уатта. С причала отплывает колесный пароход «Уэверли»

В 1951 году фирма IBM открыла свой филиал в Гриноке. С тех пор электроника занимала видное место в списке городских работодателей. Фирма National Semiconductor также с 1970 года имеет в городе производство печатных плат. С перетоком производства в Восточную Европу и Азию большое значение приобрели открывшиеся крупные call-центры T-Mobile, IBM и Royal Bank of Scotland.
Действовала железнодорожная станция IBM Halt для завода по производству компьютеров IBM.

## Образование
В Гриноке расположен колледж Джеймса Уатта — один из крупнейших колледжей Шотландии. Построенное в 1973 году восьмиэтажное здание на улице Финнарт доминирует над окружающей жилой зоной. Более современный Прибрежный кампус включает в себя здания центра бизнеса и управления, а также общежитие колледжа.

## Известные уроженцы

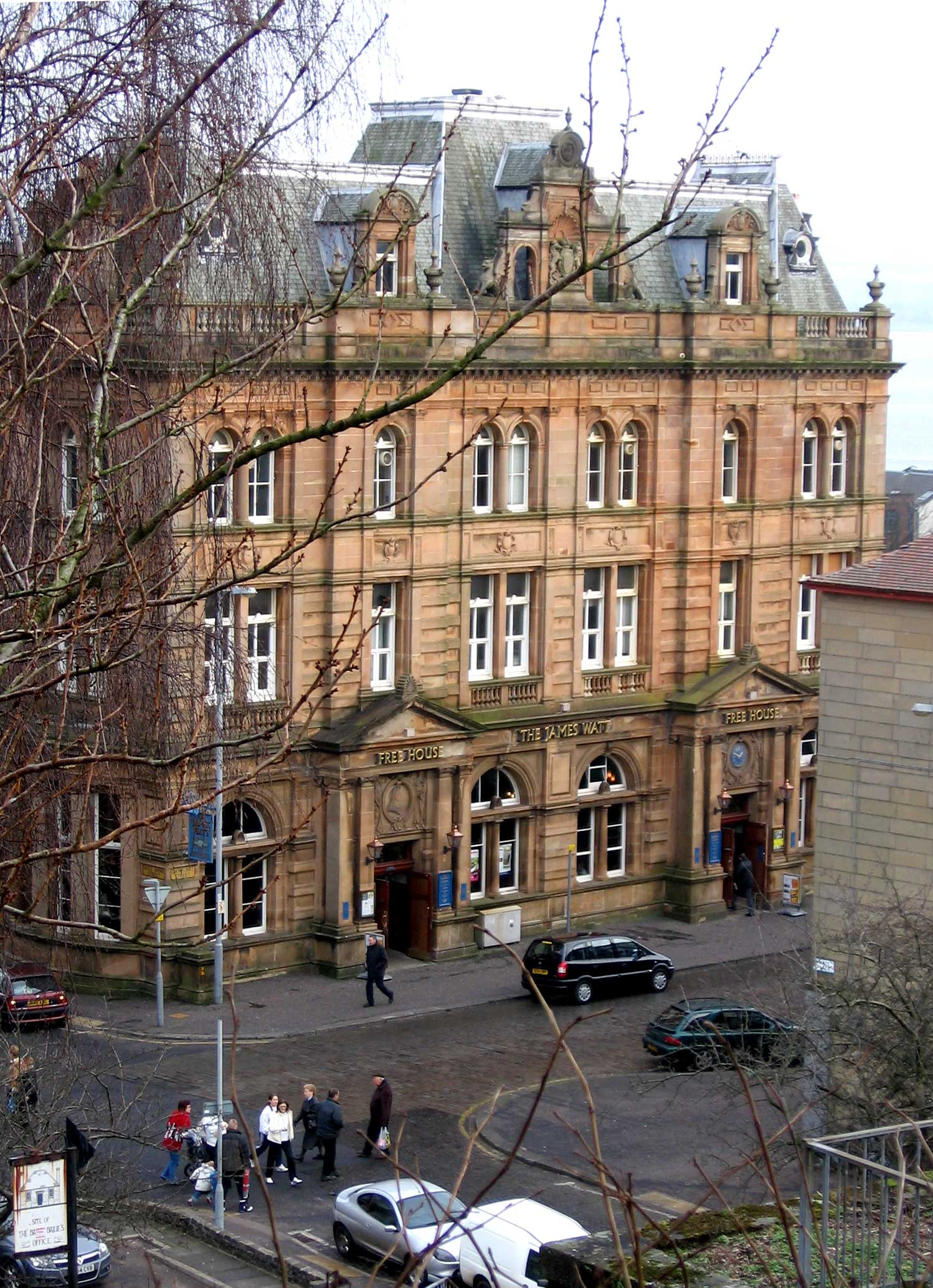
В здании бывшего почтамта разместился паб «Джеймс Уатт», популярный среди студентов одноименного колледжа

- Джеймс Уатт — шотландский инженер и изобретатель-механик. Изобретатель парового двигателя. Его именем названы местный колледж и библиотека.

## В литературе
Несмотря на то, что поэма Георгия Шенгели "Искусство" (1926) представляет собой одну из многочисленных вариаций сюжета о гамельнском крысолове, автор перенёс действие в Гринок; соответственно, и Крысолов в поэме играет не на флейте, а на волынке.
Гринок неоднократно упоминается в цикле М. А. Кузмина «Форель разбивает лёд»:

Раз вы уехали, казалось нужным

Мне жить, как подобает жить в разлуке:

Немного скучно и гигиенично.

Я даже не особенно ждал писем

И вздрогнул, увидавши штемпель: «Гринок».

— Мы этот май проводим как в бреду,

Безумствует шиповник, море сине,

И Эллинор прекрасней, чем всегда!

Прости, мой друг, но если бы ты видел,

Как поутру она в цветник выходит

В голубовато-серой амазонке, —

Ты понял бы, что страсть — сильнее воли. —

Так вот она — зелёная страна!